# آما أبيبريس
آما كيه أبيبريس (من مواليد 3 مايو 1980)، هي ممثلة بريطانية - غانية ومقدمة برامج تلفزيونية ومنتجة. ولدت في غانا ونشأت في غرب لندن في المملكة المتحدة.  فازت بجائزة أفضل ممثلة لعام 2011 في دور رئيسي في حفل توزيع جوائز الأكاديمية الأفريقية للأفلام عن أدائها الرائع في رمال غارقة . تشمل أرصدة فيلمها " أزالي" وهو أول اختيار من قبل غانا لجوائز الأوسكار، وفيلم نتفلكس 2015 وحوش بلا وطن إخراج كاري فوكوناجا وبطولة إدريس إلبا . تلعب دور الأم لقيادة الممثل الشاب إبراهيم عطا الذي يلعب دور آغو. تم إدراج أبيبريس ضمن أفضل 20 ممثلًا وممثلة في إفريقيا بواسطة فيلم كونتاكتس دوت كوم. وهي الراوية والمنتجة في فيلم دفن كوجو الذي تم إصداره على نتفلكس .

## حياتها المهنية
في عام 2013، قدمت آما جنبًا إلى جنب مع ممثلة نوليوود داكوري والممثل الكوميدي آيو ماكون نسخة 2013 من جوائز الأكاديمية الأفريقية للأفلام . وتم اختيارها من بين أكثر 100 شخصية مؤثرة من النساء الأفريقيات في عامي 2014/15 من مجلة سي هاب. كما تم تصنيفها في المرتبة الأولى الأكثر تأثيراً في البرامج التلفزيونية والإذاعية لعام 2015 في قائمة تصنيفات وسائل التواصل الاجتماعي في غانا.